# Ctenitis subdryopteris
Ctenitis subdryopteris är en träjonväxtart som först beskrevs av Hermann Christ och fick sitt nu gällande namn av David Bruce Lellinger. Ctenitis subdryopteris ingår i släktet Ctenitis och familjen Dryopteridaceae. Inga underarter finns listade.